# 베베투
조제 호베르투 가마 지 올리베이라(포르투갈어: José Roberto Gama de Oliveira, 1964년 2월 16일, 브라질 사우바도르 ~ )는 흔히 베베투(포르투갈어: Bebeto)라는 이름으로 알려져 있는 브라질의 은퇴한 축구 선수로, 포지션은 공격수였다. 브라질의 1994년 FIFA 월드컵 우승 멤버로, 스페인 라리가에서 명성을 떨쳤다.

## 경력
베베투는 1983년 비토리아에서 선수 생활을 시작하였고, 브라질 세리에 A의 플라멩구, 바스쿠 다 가마 크루제이루, 보타포구, 스페인 프리메라리가의 데포르티보 라코루냐와 세비야, 멕시코의 토로스 네사, 일본 J리그의 가시마 앤틀러스, 사우디아라비아 프리미어리그의 알이티하드에서 선수 생활을 하며, 2002년 은퇴를 선언하였다.
베베투는 1985년 브라질 국가대표팀에 데뷔한 후 75경기에서 39골을 넣었고, 1990년, 1994년, 1998년에 열린 총 3번의 FIFA 월드컵에 출전하였다.
베베투는 2009년 12월 16일 멕시코의 아메리카 FC의 감독으로 취임하였으나, 2010년 2월 13일 경질되었다.

## 세리머니
베베투는 1994년 FIFA 월드컵 당시 네덜란드와의 준결승전이 시작되기 얼마 전에 그의 부인이 세 번째 아이를 출산했다는 소식을 듣고 8강전 도중 브라질이 2-0으로 앞서나가는 골을 성공시킨 뒤 팀 동료인 호마리우와 마지뉴와 함께 아기를 어르는 듯한 골 세리머니를 하였고 이후 많은 선수들이 그의 세레모니를 인용하여 그의 트레이드 마크가 되었다.

## 수상

#### 클럽
- 브라질 전국 리그 : 1983, 1987, 1989
- 브라질 주립 리그 : 1986
- 국왕컵 : 1994-95
- 수페르코파 데 에스파냐 : 1995
- J 리그 : 2000
- J 리그 컵 : 2000
- 일왕배 : 2000

#### 브라질
- FIFA U-20 월드컵 : 1983
- 올림픽 축구 : 은메달 (1988), 동메달 (1996)
- 코파 아메리카 : 1989
- FIFA 컨페더레이션스컵 : 1997
- FIFA 월드컵 : 우승 (1994), 준우승 (1998)

#### 개인
- 남아메리카 올해의 선수 : 1989
- 남아메리카 올해의 팀 : 1989
- 브라질 세리 A 득점왕 : 1992
- 라리가 득점왕 : 1992-93
- 하계 올림픽 남자 축구 득점왕 : 1996
- 코파 아메리카 득점왕 : 1989
- 볼라 지 프라타 : 1992
- 캄페오나투 카리오카 득점왕 : 1988, 1989
- 브라질 축구 박물관 명예의 전당